# United Farmers of Alberta

United Farmers of Alberta (UFA) est une coopérative agricole basée à Calgary (Alberta), au Canada.

## Fondation
L'UFA est fondée en 1909 en tant que groupe de lobby à la suite de la fusion de la Alberta Farmer's Association et de la Canadian Society for Equity, peu après la fondation de la coopérative Grain Growers' Grain Company (GGGC). L'UFA commence ses activités en tant qu'organisme non-partisane dont le but était de faire valoir les intérêts des agriculteurs dans la province. En 1913, elle réussit à mettre de la pression sur le gouvernement albertain pour former la Alberta Farmers' Cooperative Elevator Company qui gère l'accès à moindre coût aux silos-élévateurs à grains.
L'UFA croit au mouvement coopératif et appuie le vote des femmes. En 1912 les femmes obtiennent le droit de devenir membre de la United Farm Women's Association, un organisme parallèle, et en 1914 ils deviennent membres au même titre que les hommes dans la UFA. United Grain Growers (UGG) est ensuite formé par la fusion en 1917 de l'United Farmers of Alberta (UFA) avec une autre coopérative, la Grain Growers' Grain Company
(GGGC). En 1920, la UFA est devenue le lobby le plus influent en Alberta avec plus de 30 000 membres enregistrés.

## Histoire politique

### Entrée en politique
L'United Farmers of Alberta  se lance dans l'arène politique en 1919 pour faire face la menace de perdre son influence au profit de la Alberta Non-Partisan League, mécontente des partis politiques existants, qui présente quatre candidats dans des circonscriptions rurales lors de l'Élection générale albertaine de 1917 et en fait élire deux. Plusieurs membres en vue de la UFA, dont son président Henry Wise Wood, refusent toutefois de se lancer en politique à cause du précédent credo non-partisan de l'UFA.
Plus tard cette même année, l'UFA remporte une élection partielle dans une circonscription de Cochrane. En 1921, Robert Gardiner remporte un siège lors de l'élection fédérale canadienne de 1921, devenant le premier député de la UFA à la Chambre des communes du Canada.
Encouragée par ce résultat, l'UFA présente des candidats dans 45 des 61 circonscriptions albertaines lors de l'élection provinciale de 1921. À la surprise générale, incluant la leur, la UFA fait élire 38 députés, formant un gouvernement majoritaire et chassant le Parti libéral du pouvoir après 17 ans. Bien que les United Farmers étaient à l'origine un parti à tendance plutôt socialiste, leur victoire électorale de 1921 est généralement considéré comme le début de la longue dominance du conservatisme politique en Alberta, puisqu'il faudra attendre 2015 pour qu'un parti de gauche, en l'occurrence le NPD, réussisse à remporter une élection en Alberta par la suite.

### Gouvernements majoritaires
Tout comme les autres gouvernements United Farmers au Manitoba et en Ontario, la UFA remporte sa première élection de façon inattendue, sans même avoir de chef. Forcée de former un gouvernement, la UFA recrute un premier ministre à l'extérieur de l'Assemblée législative, à l'instar des autres gouvernements United Farmers. Ils ont même demandé au chef libéral Charles Stewart de demeurer en tant que premier ministre. Stewart décline toutefois l'offre, ne désirant pas diriger l'Assemblée en tant que député de l'opposition. Finalement, Herbert Greenfield est nommé premier ministre, tandis que Irene Parlby devient la première femme membre d'un conseil des ministres au Canada.
Malgré l'inexpérience du parti, le gouvernement United Farmers lance plusieurs réformes. En 1923, le gouvernement fonde la Alberta Wheat Pool, la première coopérative en Alberta pour les agriculteurs de blé, et met fin à la prohibition.
En 1925, John Edward Brownlee, généralement considéré comme étant le « vrai » chef des United Farmers, succède à Greenfield au poste de premier ministre. Brownlee mène le parti à la formation d'un deuxième gouvernement majoritaire après l'élection de 1926.
En 1929, après plusieurs années de négociation, Brownlee parvient à obtenir le contrôle des ressources naturelles de l'Alberta. Ce droit avait été accordé aux provinces de l'Est lors de la confédération canadienne de 1867, mais avait été refusé à l'Alberta et la Saskatchewan lors de leur création en tant que provinces en 1905. Cette concession devient plus tard un facteur-clé de la prospérité économique dont jouït aujourd'hui l'Alberta à mesure que l'importance des gisements de pétrole dans la province est découverte.
Poussé à des sommets de popularité en conséquence de cet accord, Brownlee mène les United Farmers à une troisième victoire électorale consécutive lors de l'élection de 1930 et forme un troisième gouvernement majoritaire, malgré le mécontentement des groupes socialistes et ouvriers face à sa direction de plus en plus conservatrice.

### Déclin
La Grande Dépression a un impact significatif sur la réussite des United Farmers. Les prix du grain s'effondrent, révélant que le gouvernement n'était pas préparé à gérer la Dépression. La province était déjà endettée après la faillite de la Alberta Wheat Pool en 1929, et avec la repossession des terres des fermier endettés par les banques, les opposants des Farmers deviennent de plus en plus populaires. La goutte qui fait déborder le vase est un scandal sexuel impliquant le premier ministre Brownlee qui est trouvé coupable d'avoir séduit une jeune greffière travaillant au bureau du procureur général. Brownlee est forcé de démissionner en juillet 1934.
Richard Gavin Reid succède à Brownlee au poste de premier ministre ; toutefois, avec la défection massive de ses membres vers le nouveau Parti Crédit social et la Co-operative Commonwealth Federation, la chute des United Farmers en politique est aussi rapide que son ascension. Le parti est balayé de la carte électorale lors de l'élection provinciale de 1935.
Des neuf députés UFA élus lors de l'élection fédérale de 1930, huit rejoignent la Co-operative Commonwealth Federation après sa formation en 1932. Les huit se présentent sous la bannière de la CCF lors de l'élection fédérale de 1935 et sont défaits. Le neuvième député UFA, Donald MacBeth Kennedy, se présente sous la bannière du Parti conservateur et est aussi défait.
Après la défaite du gouvernement, le groupe se retire de la politique. En 1939, la UFA dissout officiellement son aile politique ; une partie importante de l'organisation dirigeante se joint à la CCF.

## La coopérative moderne
Suivant la dissolution de son aile politique, la UFA se concentre sur ses opérations commerciales. La UFA établit un partenariat avec Maple Leaf Fuels, un subsidiaire de Imperial Oil en 1935 pour distribuer de l'essence à ses membres. L'année suivante elle commence à ouvrir des stations de vente au détail sous la marque de Maple Leaf à travers la province.
Elle gère aujourd'hui plusieurs magasins et stations d'essence à travers la province. Elle a plus de 100 000 membres enregistrés ; ses revenus en 2004 totalisent près de 1,1 milliard $, ce qui en fait la 38e entreprise en importance en Alberta.

## Source
- (en) Cet article est partiellement ou en totalité issu de l’article de Wikipédia en anglais intitulé « United Farmers of Alberta » (voir la liste des auteurs).